# ZiS-3加农炮
1942型76毫米师属野炮（ZiS-3）（俄语：76-мм дивизионная пушка обр. 1942 г. (ЗиС-3)）是苏联红军在第二次世界大战中使用的一款师级野战火炮。ZiS是Zavod imeni Stalina的缩写，意思是斯大林工厂。除了苏联以外，纳粹德国也俘获了很多的Zis-3并重新赋予FK 288r的编号加以使用，德国士兵给它起了“咻碰炮”的昵称，形容它炮弹速度极快，“咻”地一声发射出去后便能听到撞击在目标上的“碰”声。

## 历史
1940年，第92砲兵工廠的领导人格拉宾（Грабин, Василий Гаврилович）决定开发76公厘火炮。但實際上這項開發案並未獲得紅軍炮兵裝備總監局許可，原因是當時的總監局主管蘇聯元帥格里戈里·库利克認為未來蘇聯陸軍師級支援武器不需要76公厘的火炮，而該調整向更大口徑的榴彈炮轉換。但若是以直射反戰車炮的定位在開發，當時納粹德國尚未投入重型戰車，大口徑的76公厘反戰車炮顯得多餘。這項研發計畫基本上是格拉宾个人的决定，他本人和92工厂设计局都没有向上级部门通报Zis-3项目。
概略的說，Zis-3是兩款當時已經服役的蘇聯火炮混合產品。它將結構輕巧的Zis-2反戰車炮炮架，結合了1939年式76公厘榴彈炮的制退復進機，以及加裝了帶砲口制動器的炮管。由於加裝了炮口制退器，因此Zis-3可以在較輕的炮架上克服76公厘炮製造的後作力。同時，Zis-3將火炮高低機與方向機的調整手輪集中在火炮左側，使炮組從5人降低為4人。除此之外，Zis-3也做出了众多改进以便于批量生产，大量使用了焊接工艺。同时Zis-3也是苏联历史上第一款使用流水线进行生产的火炮，这些措施使得它的成产时间只有475工时，差不多是F-22USV的三分之一，生产成本同F-22USV相比下降了大约三分之一。 同时，由于能够兼容之前品种繁多、库存充裕的76毫米弹药，ZiS-3的经济性和通用性也很好，不仅能作为普通火炮投射榴弹、榴霰弹、烟幕弹等，也有反装甲弹药。比“纯粹”的反坦克炮ZiS-2（口径小，榴弹威力不佳，而且弹种少、库存少）用途更加广泛。
1941年6月完成了第一门原型炮的制造工作，次月开始了对这门炮的测试。7月22日，该型火炮被送到紅軍炮兵裝備總監局处接受检查。但格里戈里·伊万诺维奇·库利克元帅拒绝将其投产，尽管如此格拉宾还是偷偷地生产Zis-3，工厂内的工人并不知道他们在生产哪一种新式武器，而最容易暴露火炮身份的炮口制动器则放在实验车间内生产，至1941年底，92炮兵工廠大約生產了兩個營左右的Zis-3。量產初期，Zis-3仍然有許多驗收不合格的問題，在格拉賓積極的處理下，修正設計並克服驗收問題。德蘇戰爭爆發後，蘇聯損失了大量軍備，尚無遷廠壓力的92炮兵工廠成為重要的兵工廠。它們所生產的Zis-3在這時候再度被工廠領導推出促銷，F-22SUV野戰炮在這幾個月的戰爭中顯示它總重過重，不能滿足野戰機動的需求。而Ziz-2反戰車炮則是因為造價較為高昂，且缺乏反步兵用的榴彈，備受前線抨擊。在1941年12月，蘇聯國防委員會在決定停產Zis-2的同時，也接受了Zis-3的計畫。
在1942年初，格拉賓得到機會向史達林展示它主導的Zis-3。在1942年2月初，Zis-3與F-22野戰炮進行了為時5天的評比，雖然這個過程只是為量產決策進行形式上的背書，但Zis-3的性能獲得了肯定。1942年2月12日，蘇聯紅軍正式將Zis-3制式化，定名為1942年式76公厘師級野戰炮。
除了92工厂外，235兵工厂也投入到了Zis-3的生产当中，第7兵工厂也曾小规模的生产过几门Zis-3。由于它的設計大多沿襲現有裝備，並改良了生產工藝成本，因此在幾乎沒有產線轉換期的情況下即出廠配備部隊，截至二战结束苏联共生产了4万8千门Zis-3火炮。由於歐洲國家的重戰車成為主流，76公厘反戰車炮在二戰末期逐渐被口径更大的85毫米D-44反坦克炮取代，師級支援火炮也被122公厘野戰炮給替換。但Zis-3仍然成為蘇聯在二戰期間的指標性多用途火炮之一。
| 产地    | 1942  | 1943  | 1944  | 1945 | 总计  |
| ------- | ----- | ----- | ----- | ---- | ----- |
| 第92厂  | 10139 | 12269 | 13215 | 6005 | 41628 |
| 第235厂 | -     | 1655  | 2899  | 1820 | 6374  |
| 第7厂   | -     | -     | 14    | -    | 14    |
| 合计    | 10139 | 13924 | 16128 | 7825 | 48016 |

1954年10月25日，毛泽东主席给仿制54式76毫米加农炮成功的国营二四七厂题写嘉勉信。这是新中国生产的第一门制式野战火炮。

## 性能
Zis-3安装了炮口制退器以减少部分后坐力，半自动立楔式炮闩，使用液压驻退机进行制退。Zis-3射速快、精确而可靠，受到苏联炮兵的欢迎。由于重量相对较轻，苏联红军的各式卡车乃至吉普车都可以用来牵引，紧急情况下也可由牲畜和炮兵拖拽前进。

## 弹药数据
| 可供使用的弹药             |          |          |               |
| 类型                       | 型号     | 重量, kg | 爆炸部重量, g |
| 被帽穿甲弹 （初速700 m/s） |          |          |               |
| 高爆穿甲弹                 | BR-350A  | 6.3      | 155           |
| 穿甲弹                     | BR-350SP | 6.5      | N/A           |
| 高速硬芯穿甲弹（APCR）     |          |          |               |
|                            | BR-350P  | 3.02     | N/A           |
| 二战后开发                 | BR-350N  | 3.02     | N/A           |
| 高爆榴弹 （初速680 m/s）   |          |          |               |
| 高爆/钢破片                | OF-350   | 6.2      | 710           |
| 高爆/铁破片                | OF-350A  | 6.2      | 640           |
| 榴弹                       | O-350A   | 6.21     | 540           |
| 高爆榴弹                   | OF-350B  | 6.2      | 540           |
| 高爆榴弹                   | OF-363   | 6.2      | 540           |
| 高爆                       | F-354    | 6.41     | 785           |
| 高爆                       | F-354M   | 6.1      | 815           |
| 高爆                       | F-354F   | 6.41     | 785           |
| 其他 （最大初速680 m/s）   |          |          |               |
| 反战车高爆弹，二战后开发   | BK-354   | 7        | 740           |
| 榴霰弹                     | Sh-354   | 6.5      | 85            |
| 榴霰弹                     | Sh-354T  | 6.66     | 85            |
| 榴霰弹                     | Sh-354G  | 6.58     | 85            |
| 榴霰弹                     | Sh-361   | 6.61     | 85            |
| 化学弹                     | OH-350   | 6.25     |               |
| 远程燃烧弹                 | Z-350    | 6.24     | 240           |
| 燃烧弹                     | Z-354    | 4.65     | 240           |
| 远程烟雾弹                 | D-350    | 6.45     | N/A           |
| 烟雾弹，刚性铸铁弹体       | D-350A   | 6.45     | N/A           |

| 穿甲能力                                                         |                  |                  |
| 穿甲弹型号 BR-350A                                               |                  |                  |
| 距离, m                                                          | 装甲倾角 60°, mm | 装甲倾角 90°, mm |
| 100                                                              | 67               | 82               |
| 500                                                              | 61               | 75               |
| 1000                                                             | 55               | 67               |
| 1500                                                             | 49               | 60               |
| 2000                                                             | 43               | 53               |
| 本表格数据基于苏联的穿甲测试方法，和西方同类数据不具有直接可比性 |                  |                  |